# Seututie 140
Pour les articles homonymes, voir Route 140.
Le Seututie 140 est une route régionale allant de Vantaa à Heinola en Finlande.
La route est l'ancienne route nationale 4 et elle est maintenant une route parallèle à l'actuelle  route nationale 4.
Entre Lahti et Heinola la Seututie 140 est l'ancienne route nationale 5.

## Description
La route commence au périphérique Kehä III à environ 250 mètres à l’est de la jonction avec la Lahdenväylä. 
Les interconnexions sont situées à Hakunila et Vantaa. 
Dans les agglomérations de Vantaa, Kerava et Järvenpää, la route s'appelle Lahdentie.